# Rebecca Romijn
Rebecca Alie Romijn (n. 6 noiembrie 1972, Berkeley, California) este o actriță și fost fotomodel american. Este cunoscută în special pentru rolul lui Mystique din seria de filme X-Men.

## Date biografice
Rebecca este de origine olandeză, tatăl ei Jaap Romijn, ca și mama ei Elizabeth Kuizenga provin ambii din Olanda. După absolvirea școlii superioare din Berkeley, ea a început să studieze muzică la University of California. Intreupe studiul pentru a poza ca manechin în reviste ca:  Sports Illustrated, Christian Dior și Victoria’s Secret. Între anii 1998 - 2000 a moderat emisiunea TV, House of Style. Mai cunoscută devine în anul 2000 prin rolul jucat în filmul X-Men.

## Filmografie

### Film
| An   | Titlu                                 | Rol                        | Note |
| ---- | ------------------------------------- | -------------------------- | --- |
| 1998 | Dirty Work                            | Bearded Lady               | |
| 1999 | Austin Powers: The Spy Who Shagged Me | Ea însăși                  | necreditată |
| 2000 | X-Men                                 | Raven Darkholme / Mystique | Blockbuster Entertainment Award for Favorite Supporting Actress – Science Fiction Saturn Award for Best Supporting Actress                                                                 |
| 2002 | Femme Fatale                          | Laure Ash / Lily           | |
| 2002 | S1m0ne                                | Faith                      | necreditată |
| 2002 | Rollerball                            | Aurora                     | Nominalizare—Razzie Award for Worst Supporting Actress |
| 2003 | X2                                    | Raven Darkholme / Mystique | Nominalizare—Teen Choice Award for Choice Movie Liar Nominalizare—Teen Choice Award for Choice Movie Actress – Drama/Action Adventure Nominalizare—MTV Movie Award for Sexiest She-Villain |
| 2004 | The Punisher                          | Joan                       | |
| 2004 | Godsend                               | Jessie Duncan              | |
| 2006 | X-Men: The Last Stand                 | Raven Darkholme / Mystique | |
| 2006 | Man About Town                        | Nina Giamoro               | |
| 2006 | The Alibi                             | Lola Davis                 | |
| 2008 | Lake City                             | Jennifer                   | |
| 2010 | The Con Artist                        | Belinda                    | |
| 2011 | Possessing Piper Rose                 | Joanna                     | |
| 2011 | X-Men: First Class                    | Mystique (Older)           | Cameo, necreditată |
| 2012 | Good Deeds                            | Heidi                      | |
| 2014 | Phantom Halo                          | Ms. Rose                   | |

### Televiziune
| An        | Titlu                | Rol                                   | Note |
| --------- | -------------------- | ------------------------------------- | --- |
| 1997      | Friends              | Cheryl                                | Episodul: "The One with the Dirty Girl"                                                                                 |
| 1998–2000 | House of Style       | Ea însăși/Host                        | |
| 1999      | Hefner: Unauthorized | Kimberly Hefner                       | Film TV |
| 1999–2000 | Just Shoot Me!       | Adrienne Barker                       | 8 episoade |
| 2000      | Jack & Jill          | Paris Everett                         | Episodul: "Starstruck"                                                                                                  |
| 2002      | MADtv                | Herself/Host                          | Episodul 7.14 |
| 2006      | Pepper Dennis        | Pepper Dennis                         | 13 episoade |
| 2006–2008 | Ugly Betty           | Alexis Meade                          | 33 episoade Nominalizare—Screen Actors Guild Award for Outstanding Performance by an Ensemble in a Comedy Series (2008) |
| 2007      | Drawn Together       | Charlotte                             | Episodul: "Charlotte's Web of Lies"                                                                                     |
| 2007      | Carpoolers           | Joannifer                             | |
| 2009–2010 | Eastwick             | Roxanne Torcoletti                    | 13 episodes |
| 2011–2012 | NTSF:SD:SUV::        | Jessie Nichols                        | |
| 2011      | Special Agent Oso    | Miss Garcia                           | Episodul: "Lost and Get Found"                                                                                          |
| 2011      | Chuck                | CIA Agent Robin Cunnings              | Episodul: "Chuck Versus the Curse"                                                                                      |
| 2013      | King & Maxwell       | Private Investigator Michelle Maxwell | 10 episoade |
| 2014      | Skin Wars            | Ea însăși                             | Gazdă |
| 2014      | The Librarians       | Eve Baird                             | 10 episoade |